# ジョン・ペリー (哲学者)
ジョン・ペリー（John R. Perry、1943年1月16日 - ）はアメリカ合衆国の哲学者。スタンフォード大学哲学科教授。

## 経歴
1943年、アメリカネブラスカ州リンカーン生まれ。1964年、ドーン大学（w:Doane College）で哲学修士号を取得。1968年、コーネル大学で哲学博士号を取得。スタンフォード大学哲学科教授をつとめている。

## 受賞・栄典
- 1999年：ジャン・ニコ賞を受賞。
- フンボルト賞(ドイツ・フンボルト財団)を受賞。
- 2011年：イグノーベル賞(イグノーベル文学賞)を受賞。

## 研究内容・業績
- 専門は論理学、言語哲学、形而上学、心の哲学である。